# Patricia Conway
Patricia Conway, född 16 januari 1944, är en brittisk bågskytt. Hon deltog vid olympiska sommarspelen 1976.